# HotSync
HotSync war der Name einer Software von Palm, das Daten zwischen den von Palm vertriebenen PDAs (Personal Digital Assistant) mit Palm OS und PC oder Mac synchronisierte.
Es wurden Termine, Aufgaben, Notizen und Kontakte des PDA mit Organizer-Software auf dem PC oder Mac abgeglichen. Dabei handelte es sich meist um "Palm Desktop". Später wurden auch Sprachaufzeichnungen, Fotos, Videos, Musik usw. synchronisiert. Palm Desktop und HotSync waren im Lieferumfang von Palm Handhelds und PDAs enthalten und frei verfügbar. Die Daten konnten auch mit Microsoft Outlook und Lotus Organizer abgeglichen werden.
Neben der Datensynchronisation wurden die meisten auf dem Handheld befindlichen Programme und deren Daten zusätzlich gesichert (Backup). Dadurch konnte im Falle eines Datenverlustes auf dem PDA Daten von der letzten Synchronisation wiederhergestellt werden. Dabei wurde die Sicherung von Programmen und Daten durch ein sogenanntes "Backup-Bit" definiert. Dabei wird ein bestimmtes Dateiattribut bei Änderung der Datei automatisch gesetzt. Das Synchronisationsprogramm prüft dieses und sichert nur Dateien mit gesetztem Bit. Nach Synchronisation wurde das Bit von der Datei entfernt. Beim Betriebssystem Microsoft Windows basierten PCs Archive-Bit.
Beim Abgleich durch HotSync wurden alle vorhandenen, sogenannten Conduits nacheinander ausgeführt. Für jede Aufgabe von HotSync gibt es eigene Conduits. Dadurch war eine Personalisierung des HotSync-Vorganges möglich. Je nach Einstellung des entsprechenden Conduits wurden die Daten des Handhelds mit denen des PCs überschrieben oder umgekehrt. In der Regel werden die Daten so miteinander abgeglichen, dass die jeweils aktuellen Daten auf dem Gegengerät ersetzt wurden.
Bei Zusatzsoftware für Palm OS, die auch einen Teil auf dem Desktop-PC installiert, ist in der Regel auch ein Conduit dabei. Beispielsweise gab es Softwarelösungen für Texte, Tabellen, Präsentationen oder Datenbanken, die sich auf diese Weise in den Abgleich integrierten. Ein Beispiel dafür ist Documents To Go von Dataviz. Es wurde bei vielen PDAs mitgeliefert.